# Jüdische Gemeinde Lipno
Über die Jüdische Gemeinde in Lipno (deutsch Leipe), einer Stadt in der Woiwodschaft Kujawien-Pommern in Polen, wird seit dem 18. Jahrhundert berichtet.

## Geschichte
Die ersten Berichte über jüdische Siedler in Lipno stammen aus dem Jahr 1677. 1736 soll es in Lipno eine jüdische Gemeinde (Kehillah) gegeben haben, die Berichte erwähnen auch eine Synagoge und einen Friedhof. Das Judenviertel soll seit 1824 bestanden haben. 1910 machten Juden etwa 20 Prozent der Bevölkerung aus (72 von 357 Häusern).
Zu dieser Zeit waren Juden vor allem im Handel tätig und spielten eine bedeutende Rolle im wirtschaftlichen Leben der Ortschaft: sie betrieben etwa 102 Manufakturen und ähnliche Unternehmen mit gut 220 Beschäftigten, vor allem im Bereich Kleidung und Lebensmittel. 1928 besaßen sie bereits 44,7 Prozent der in der Handelskammer eingetragenen Unternehmen.
Der aufkommende Antisemitismus in Polen alarmierte die Vorsteher der Gemeinde, sie blieben allerdings mit ihren Bemühungen, Frieden herzustellen, erfolglos. Nach der Besetzung Polens durch die deutschen Truppen wurde die Gemeinde dann endgültig vernichtet: waren es im Dezember 1939 noch 2979 Juden, die in Lipno lebten, blieben nach umfangreichen Deportationen lediglich neun Juden in der Stadt übrig. Die Gebetshallen wurden im September 1939 geschlossen und niedergebrannt, jüdische Häuser meist abgerissen, der Friedhof zerstört.

## Quelle
- Lipno. Historia, Beschreibung auf Wirtualny sztetl (Muzeum Historii Żydów Polskich – Museum der Geschichte polnischer Juden), online auf: sztetl.org.pl/... (polnisch)